# Olav Kooij
Olav Kooij (* 17. Oktober 2001 in Numansdorp) ist ein niederländischer Radrennfahrer.

## Sportlicher Werdegang
Seine sportliche Laufbahn begann Kooij parallel im Straßenradsport und im Eisschnelllauf. Im Eisschnelllauf war er Mitglied im Talent Team Zuid des niederländischen Eisschnelllaufverbandes, zuletzt wurde er 2019 niederländischer Vizemeister der Junioren über 3000 Meter. Im Radsport machte Kooij erstmals im Jahr bei der La Coupe du Président de la Ville de Grudziądz auf sich aufmerksam, wo er durch seine Sprintstärke bei vier von fünf Etappen auf dem Podium stand und am Ende der Rundfahrt alle Wertungen für sich entscheiden konnte. Es folgten vier Siege im Jahr 2019.
Zur Saison 2020 wurde Kooij Mitglied im Jumbo-Visma Development Team, um sich auf den Radsport zu konzentrieren. Im ersten Rennen für sein Team belegte er den zweiten Platz und ließ zwei Siege bei der Trofej Umag und der Poreč Trophy folgen. Auch in seinem ersten Rennen nach der Corona-Pause konnte er beim Grand Prix Kranj und später bei der Settimana Internazionale Coppi e Bartali weitere Siege einfahren. Auf Grundlage des UCI-Reglements für Development Teams startete Koij schon im Jahr 2020 für das Team Jumbo-Visma bei der Czech Tour.
Durch den Ausfall von Mike Teunissen nach einem Trainingsunfall auf Teneriffa wechselte Kooij im Februar 2021 vorzeitig zum Team Jumbo-Visma. Die ersten Erfolge für sein neues Team erzielte er bei der Kroatien-Rundfahrt 2021 mit dem Gewinn der zweiten und vierten Etappe. In der Saison 2022 gelangen ihm zehn Einzelsiege, die er allesamt im Sprint erzielte, sechs davon bei Rennen der UCI ProSeries. Highlight war aber der Gewinn der ersten Etappe der Polen-Rundfahrt auf der UCI WorldTour. In der Saison 2023 konnte er seine Erfolgsserie fortsetzen, unter anderem mit zwei Siegen auf der WorldTour bei Paris-Nizza und erneut bei der Polen-Rundfahrt sowie allein vier Etappensiegen bei der Tour of Britain. Bei den Europameisterschaften im heimischen Drenthe gewann er die Bronzemedaille im Straßenrennen, ehe er am Saisonende zwei Etappen der Tour of Guangxi für sich entschied.
Im Jahr 2024 startete er mit einem Sieg bei der Clásica de Almería in die Saison, ehe er einen Massensprint der UAE Tour für sich entschied. Im Anschluss war er zwei Mal bei Paris–Nizza erfolgreich. Nachdem er bei Mailand–Sanremo, seinem ersten Monument des Radsports, den 14. Rang belegt hatte, gewann er den Massensprint der 9. Etappe des Giro d’Italia 2024 und war so erstmals bei einer Grand Tour erfolgreich. Nach dem ersten Ruhetag gab er die Italien-Rundfahrt krankheitsbedingt auf. Mit zwei Etappenerfolgen bei der Polen-Rundfahrt und dem Gewinn der Cyclassics Hamburg konnte er im Verlauf der Saison drei weitere Siege in der WorldTour seinem Palmarès hinzufügen. Bei den Europameisterschaften gewann er die Silbermedaille im Straßenrennen und musste sich nur Tim Merlier geschlagen geben.
Zu Beginn der Saison gewann er zwei Etappen der Tour of Oman im Massensprint. Im März war er auf einem Abschnitt der Fernfahrt Tirreno–Adriatico erfolgreich. Bei den großen Eintagesrennen zweigte er mit dem zweiten Platz bei Kuurne–Brüssel–Kuurne auf und belegte den achten Rang bei Mailand–Sanremo. Bei Giro d’Italia gewann er die 12. Etappe im Massensprint, ehe er sich auch auf dem finalen Abschnitt in Rom durchsetzte.

## Erfolge
2018
- Gesamtwertung, zwei Etappen, Punktewertung und Nachwuchswertung La Coupe du Président de la Ville de Grudziądz

2019
- eine Etappe SPIE Internationale Juniorendriedaagse
- drei Etappen Tour de DMZ

2020
- Gesamtwertung und zwei Etappen Orlen Nations Grand Prix
- eine Etappe Settimana Internazionale Coppi e Bartali
- Trofej Umag
- Poreč Trophy
- Grand Prix Kranj

2021
- zwei Etappen und Punktewertung Kroatien-Rundfahrt

2022
- Gesamtwertung und zwei Etappen Circuit Cycliste Sarthe
- eine Etappe Tour de Hongrie
- Gesamtwertung, drei Etappen, Punkte- und Nachwuchswertung ZLM Tour
- eine Etappe Polen-Rundfahrt
- zwei Etappen Dänemark-Rundfahrt
- Sparkassen Münsterland GIRO

2023
- eine Etappe und Mannschaftszeitfahren Paris–Nizza
- zwei Etappen und Punktewertung Vier Tage von Dünkirchen
- Heistse Pijl
- Gesamtwertung, eine Etappe, Punkte- und Nachwuchswertung ZLM Tour
- eine Etappe Polen-Rundfahrt
- vier Etappen und Punktewertung Tour of Britain
- Europameisterschaften – Straßenrennen
- zwei Etappen Tour of Guangxi

2024
- Clásica de Almería
- eine Etappe UAE Tour
- zwei Etappen Paris–Nizza
- eine Etappe Giro d’Italia
- zwei Etappen Tour de Pologne
- Cyclassics Hamburg
- Straßenradsport-Europameisterschaften

2025
- zwei Etappen Tour of Oman
- eine Etappe Tirreno–Adriatico
- zwei Etappen Giro d’Italia
- eine Etappe Polen-Rundfahrt

## Grand Tour-Platzierungen
| Grand Tour            | 2024 | 2025 |
| --------------------- | ---- | ---- |
| Giro d’ItaliaGiro     | DNF  | 149  |
| Tour de FranceTour    | –    |      |
| Vuelta a EspañaVuelta | –    |      |